# District de Baleswar
Le  district de Baleswar ou district de Balasore (hindi : बालेश्वर जिला) est un district  de l'état de l'Orissa en Inde.

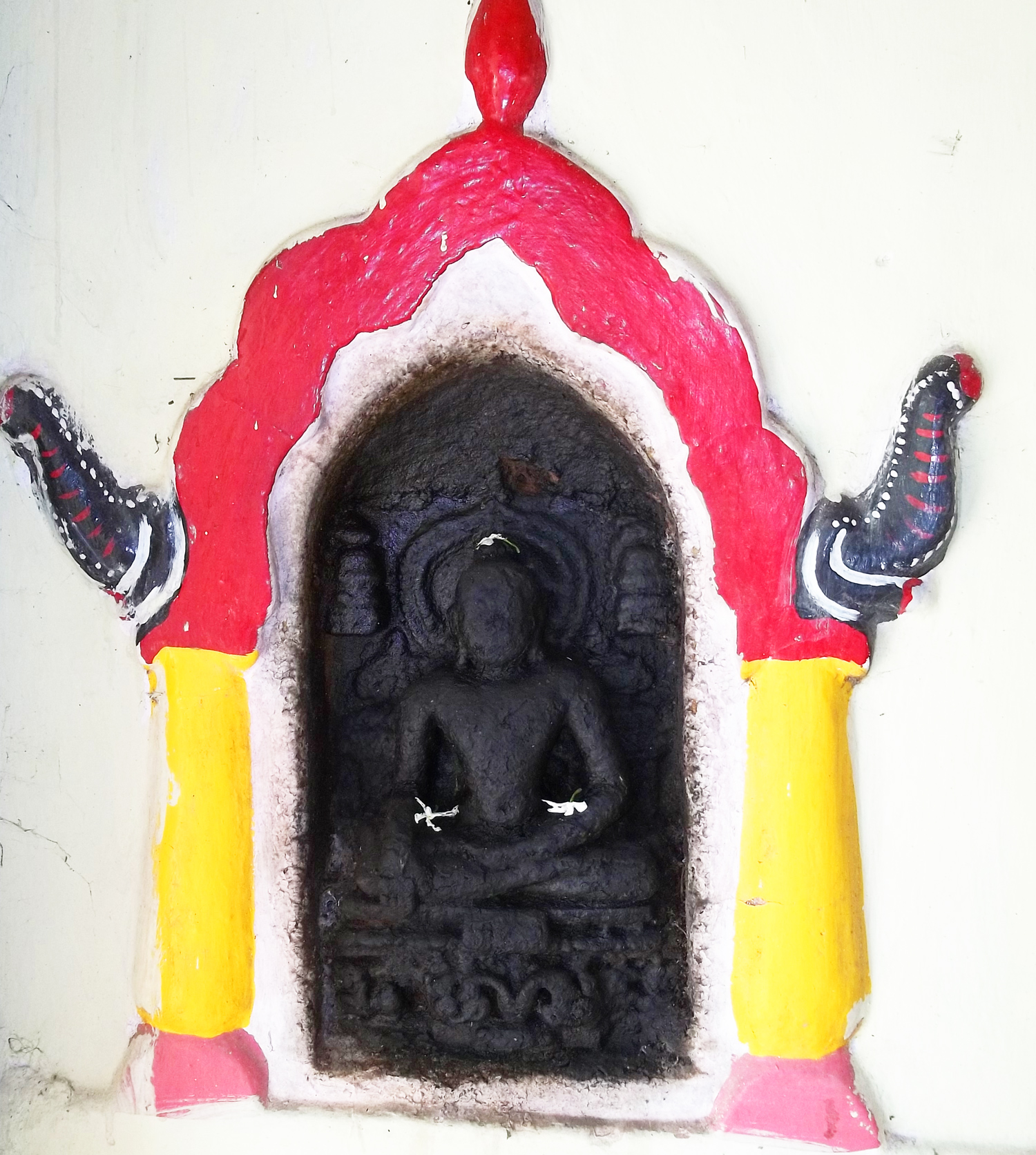
Siddhartha Gautama au Temple Marichi à Ayodha.

## Géographie
Au recensement de 2011, sa population est de 2 320 529 habitants pour une superficie de 3 806 km2.
Son chef-lieu est la ville de Balasore.